# Съезд
Съезд — собрание представителей (делегатов) общественной организации, политической партии либо социальной, профессиональной, национальной и иной группы.
Участники съезда организации или партии (делегаты) избираются на собраниях членов их территориальных отделений и им делегируются полномочия представлять на съезде их избирателей.

## Описание
Съезд организации или партии, как правило, является высшим органом её управления. На съезде избирается руководство организации, определяются основные направления деятельности, заслушивается отчёт руководства о проделанной работе, могут быть внесены изменения в уставные документы. Съезд созывается периодически, как правило, от 1 раза в год до 1 раза в 5 лет. Помимо очередных съездов практикуется созыва внеочередных — для решения срочных вопросов, например, изменения в уставных документах для приведения их в соответствие с изменившимся законодательством. Съезд, на котором решается вопрос о создании какой-либо партии или общественной организации, называется учредительным.

## Галерея

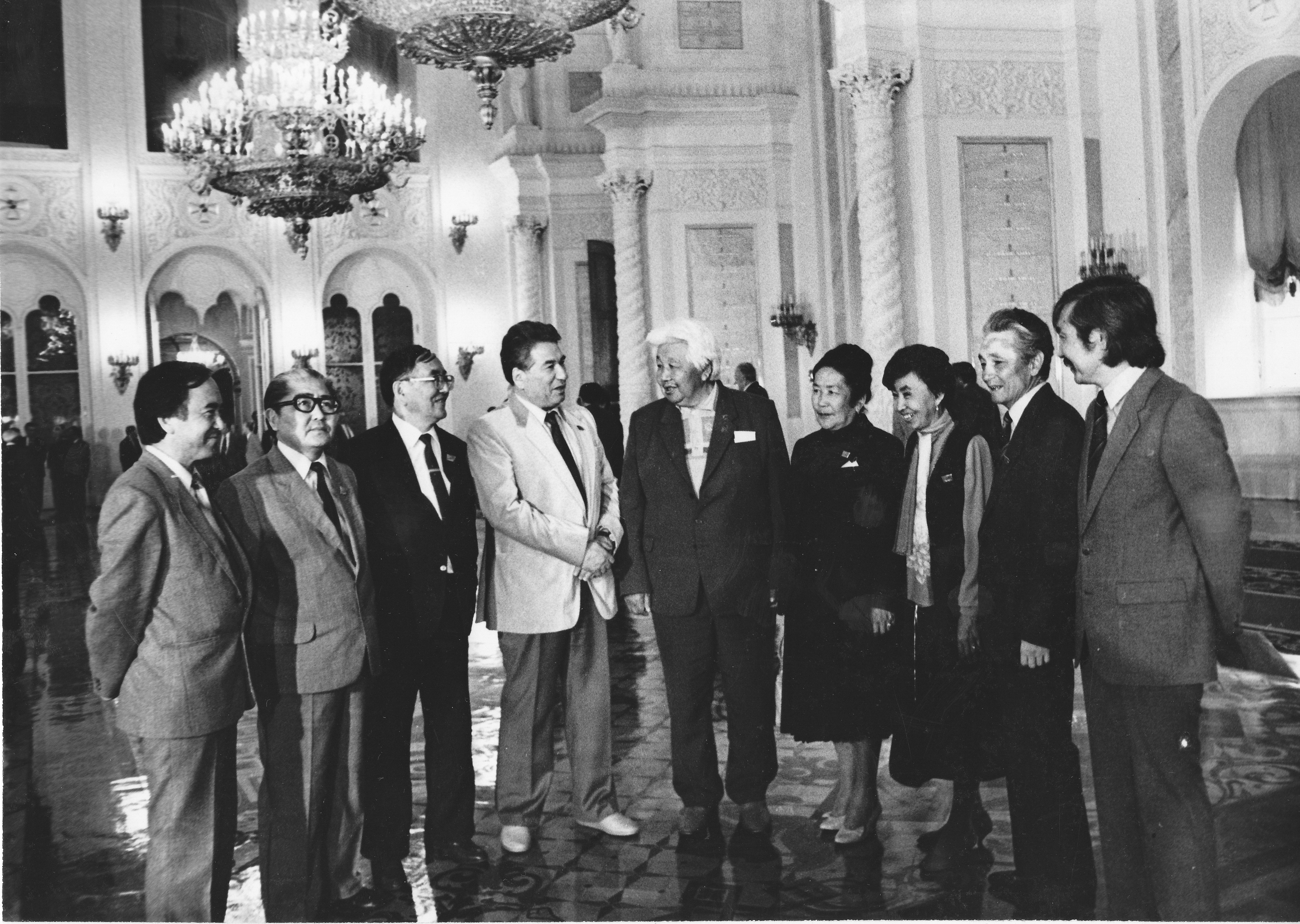
Делегация киргизских писателей на 8 съезде писателей Союза ССР.
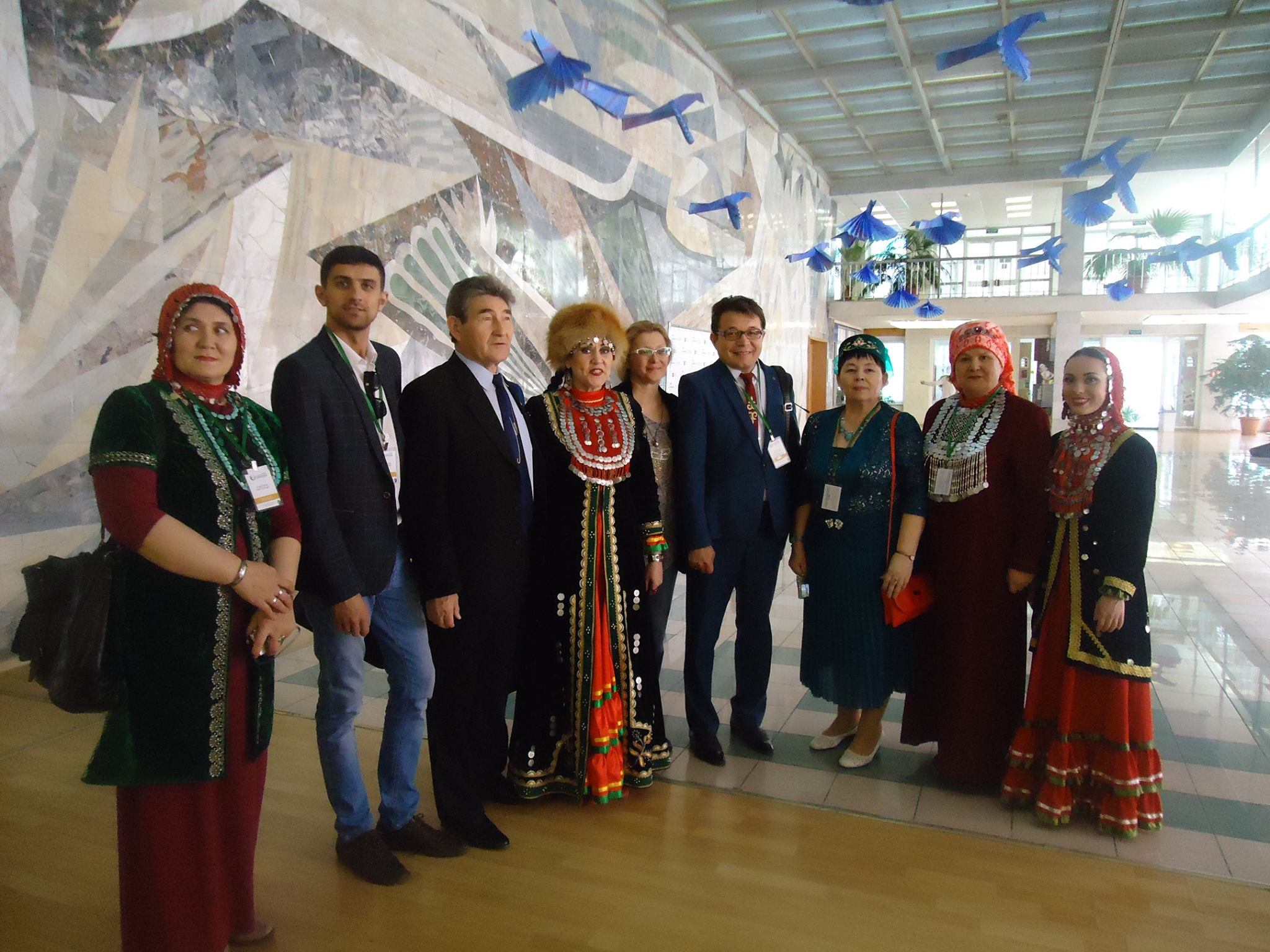
Съезд Ассамблеи народов России, делегация Башкортостана, 4 мая 2017 года.